# Zdzisław Kłeczek
Zdzisław Kłeczek (ur. 2 marca 1937 w Jarosławcu, zm. 20 lutego 2025) – polski inżynier górnik, profesor, prodziekan Wydziału Górniczego AGH (1975–1978).

## Życiorys
Był absolwentem Akademii Górniczo-Hutniczej im. Stanisława Staszica, w 1967 r. doktoryzował się, w 1971 r. habilitował się. W 1979 r. uzyskał tytuł profesora nauk technicznych. 
Został pracownikiem naukowym w Instytucie Technik Innowacyjnych EMAG i w Instytucie Techniki Górniczej KOMAG, a także członkiem Komitetu Górnictwa PAN.

## Odznaczenia i wyróżnienia
- Nagroda Naukowa im. W. Budryka II stopnia[1]
- Nagroda Rektora Akademii Górniczo-Hutniczej (wielokrotnie)[1]
- Medal Komisji Edukacji Narodowej[1]
- Złota Odznaka “Zasłużonemu w Rozwoju Województwa Katowickiego”[1]
- Krzyż Kawalerski Orderu Odrodzenia Polski[1]
- Krzyż Oficerski Orderu Odrodzenia Polski[1]
- Srebrny Krzyż Zasługi[1]
- tytuł Zasłużony Racjonalizator Produkcji[1]
- Brązowy Medal „Za zasługi dla obronności kraju”[1]
- Generalny Dyrektor Górniczy I, II i III stopnia[1]
- Nagroda Ministra (wielokrotnie)[1]
- Odznaka Honorowego Ratownika Górniczego[1]
- Odznaka Zasłużonego Działacza SITG[1]
- Złota Odznaka “Za Zasługi dla Ziemi Krakowskiej”[1]
- Odznaka “Zasłużony dla Górnictwa” (trzykrotnie)[1]
- Honorowa Odznaka Zasłużony dla Rudzkiej Spółki Węglowej[1]
- Odznaka “Za Pracę Społeczną i Zawodową dla Górnictwa Ziemi Krakowskiej[1]
- Krzyż Komandorski Orderu Odrodzenia Polski[1]